# Hulerne i Aggtelek Karst og Slovakiske Karst
Hulerne i Aggtelek Karst og Slovakiske Karst er et UNESCO-verdensarvsted bestående af 712 huler spredt over et samlet areal på 55.800 hektar langs grænsen mellem Ungarn og Slovakiet.

## Baggrund
UNESCO-verdensarvsstedet omfatter syv dele. De er Aggtelek, Szendrő-Rudabánya-bakken og Esztramos-bakken i Ungarn og Dobšiná Ishulen, Koniar-plateauet, Plešivec-plateauet og området omkring Silica og Jasov i Slovakiet .
Grotterne er:
- Baradla og Domica kompleks.[1][2]
- Gombasek hule
- Silica Ice Cave
- Dobšiná ishule
- Ochtinská Aragonite Cave
- Jasovská hule

Baradla-Domica hulekomplekset er 21 km lang med cirka en fjerdedel af den på den slovakiske side og resten i Ungarn. Den første skriftlige omtale af Baradla-hulen dateres tilbage til 1549, og fra 1920 fungerer den som en turistattraktion. Ján Majko opdagede Domica-hulen (slovakiske del af komplekset) i 1926 og mere end 1.700 meter af den blev åbnet for offentligheden i 1932. Hulen var beboet tilbage til 5000 f.Kr. og er et vigtigt arkæologisk område for udforskningen af Bükk kulturen. Temperaturen i den slovakiske del varierer mellem 10 og 12,3 grader, med en luftfugtighed over 95%.
Gombasek-hulen blev opdaget i 1951 og 530 ud af sine 1.525 meter blev åbnet for offentligheden i 1955. Hulen bruges også eksperimentelt til "speleoterapi" som et sanatorium med fokus på luftvejssygdomme, takket være konstant temperatur på 9 grader, høj luftfugtighed på 98% og gunstigt mikroklima. Geomorfologisk er det en af de yngste, men alligevel også en af de mest imponerende huler i Slovakiet med ekstraordinær udsmykning, der gav det kaldenavnet "Eventyrhulen".
Dobšiná Ishulen blev først føjet til listen på dette verdensarvssted i år 2000. Hulen blev opdaget i 1870 af Eugen Ruffinyi, selvom indgangen var kendt længe før. Den blev åbnet for offentligheden kun et år efter opdagelsen, i 1887, og blev den den første elektrisk oplyste hule i Europa. Cirka en tredjedel af sine 1.483 meter er åben fra maj til september. Isens tykkelse på gulvet nærmer sig 25 meter med et overfladeareal på 11.200 m² og estimeret volumen på 145.000 m³ is. Gennemsnitstemperatur er -1 grader og relativ luftfugtighed mellem 96 og 99%.
Selvom Ochtinská Aragonite-hulen kun er 300 meter lang med kun 230 meter åben for turister, er den berømt for sin sjældne aragonitlag, da der indtil videre kun er opdaget tre aragonithuler i verden. I den såkaldte Mælkevejshallen skinner hulens hovedattraktion, hvide grene og klynger af aragonit som stjerner i Mælkevejen. Hulen blev opdaget i 1954 og åbnet for offentligheden i 1972. Temperaturen i hulen er omkring 7 grader med relativ luftfugtighed mellem 92 og 97%.
Jasovská Cave blev delvist åbnet for offentligheden i 1846, hvilket gør den til den ældste offentligt tilgængelige hule i Slovakiet. Hulens nedre dele blev opdaget i 1922-1924. Mere end en tredjedel af dens 2.148 meter samlede længde er åben for offentligheden. Paleolitiske og neolitiske arkæologiske artefakter blev fundet i hulen sammen med nogle fra Hallstattkulturen .

## Galleri
- Baradla Cave
- Ochtina Aragonite Cave
- Gombasek hule
- Dobšiná ishule